# Charles Brongniart

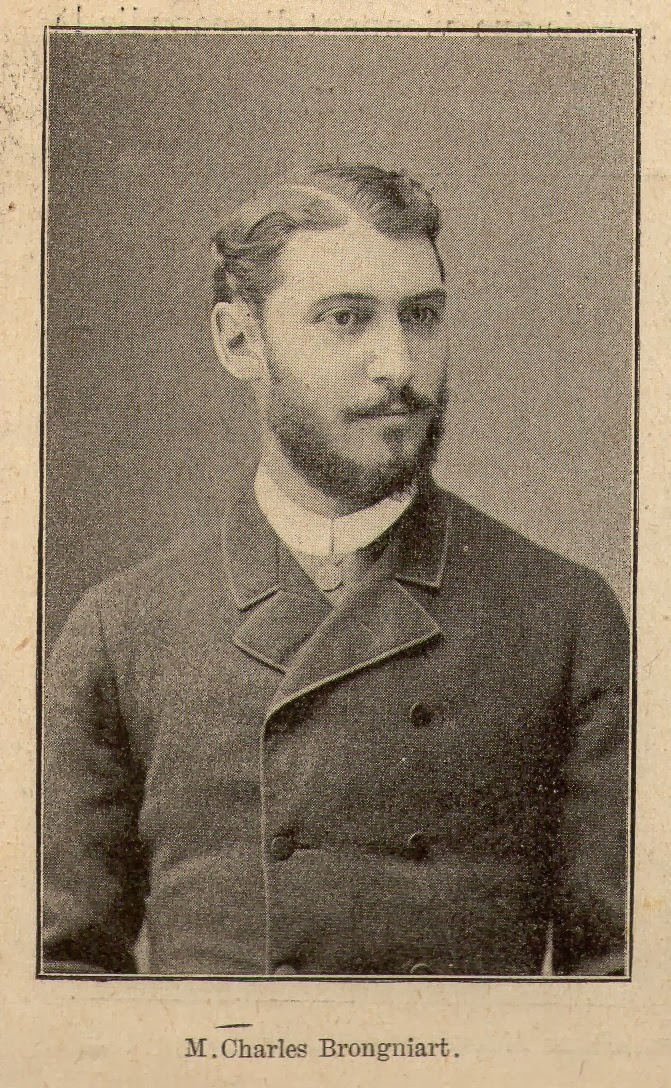
Charles Brongniart

Charles Jules Edmée Brongniart  (* 11. Februar 1859 in Paris; † 18. April 1899 ebenda) war ein französischer Pionier des Studiums fossiler Insekten.

## Leben

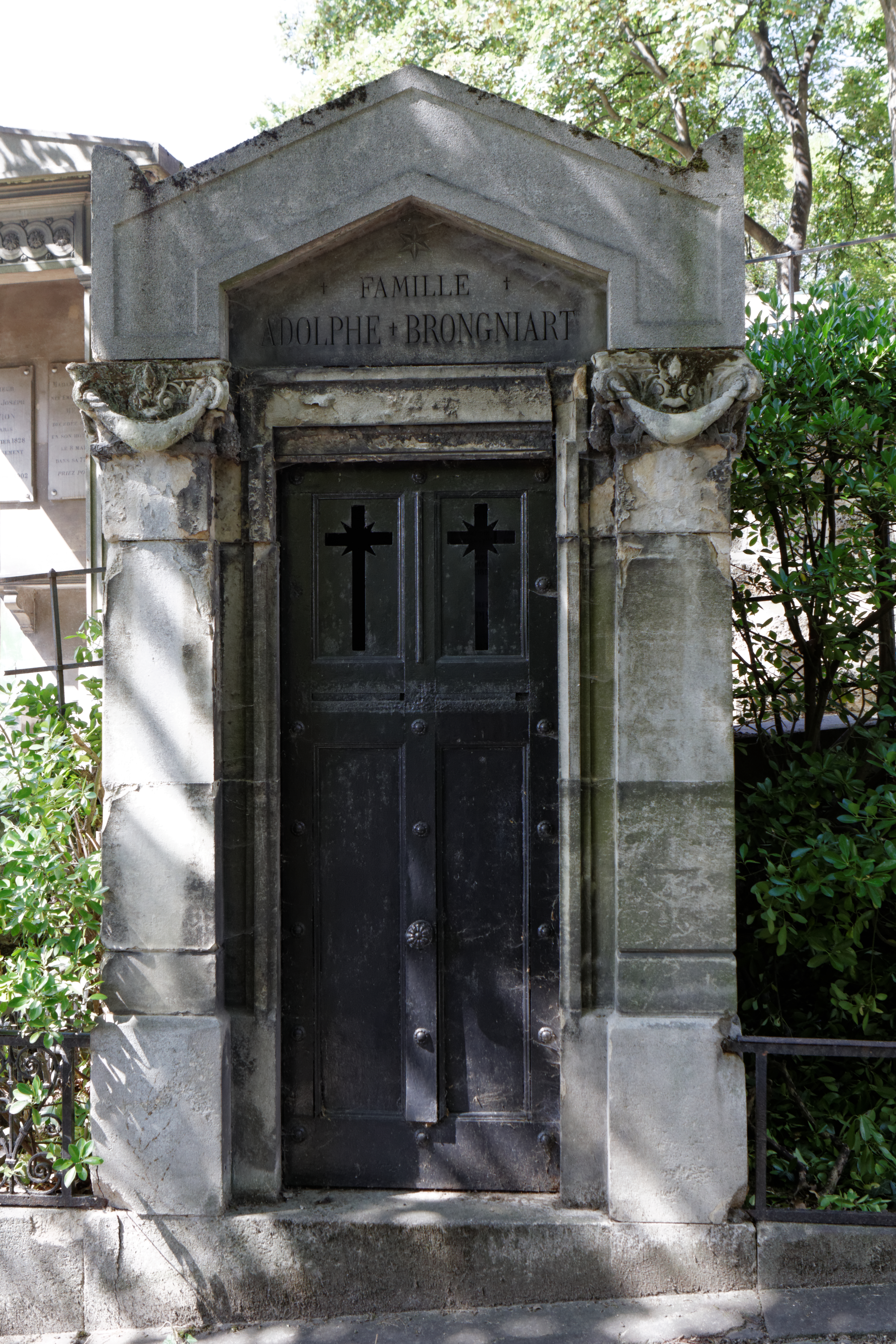
Grabkapelle der Familie Adolphe Brongniart mit dem Grab von Charles Jules Edmée Brongniart

Brongniart studierte an der Sorbonne mit dem Bakkalaureat in Literatur 1879 und in Naturwissenschaften 1883, dem Lizenziat in Naturwissenschaften 1886 und der Promotion 1894 (Recherches pour servir à l'histoire des insectes fossiles des temps primaires, précédées d'une étude sur la nervation des ailes des insectes). Seine Dissertation über fossile Insekten erhielt einen Preis der Academie des Sciences. Brongniart war 1880 bis 1882 Präparator für Chemie an der École de Médecine und 1882 bis 1883 an de École de Pharmacie und ab 1886 am Muséum national d’histoire naturelle.
Brongniart studierte fossile Insekten insbesondere aus dem Oberkarbon der Kohlegruben von Commentry.
1879 wurde er Mitglied der Leopoldina. Er war Präsident der Société philomatique.
Adolphe Brongniart war sein Großvater.

## Schriften
- Les Hyménoptères fossiles, 1881
- Apercu sur les insectes fossiles en general: et observations sur quelques insectes des terrains houillers de Commentry (Allier) 1883 Archive
- Les Insectes fossiles des terrains primaires: coup d’oeil rapide sur la faune entomologique des terrains paléozoïques 1885 Archive
- Tableaux de zoologie (classification), Paris: Hermann 1886.
- mit Henri Fayol (1841–1925): Études sur le terrain houiller de Commentry, Saint-Étienne, 1887–1888
- Histoire naturelle populaire. L’homme et les animaux, Paris: Flammarion  1892
- Recherches pour servir à l’histoire des insectes fossiles des temps primaires; précédées d’une Etude sur la nervation des ailes des insectes, St. Etienne, 1893/94
- Guide du naturaliste voyageur, enseignement spécial pour les voyageurs. Insectes, myriapodes, arachnides, crustacés, Paris: Fils de E. Deyrolle, Paris, 1894
- mit Eugène Louis Bouvier: Instructions pour la recherche des animaux articulés, Autun, 1896